# La suerte dormida
La suerte dormida és una pel·lícula espanyola de 2003 dirigida per Ángeles González-Sinde.

## Argument
Amparo (Adriana Ozores) és una advocada que ha perdut al seu marit i al seu fill en un accident de cotxe, on ella era la conductora. Intenta tirar endavant seguint amb la mateixa rutina de sempre, però el dolor continua estant en el seu interior.
Un dia ha de defensar un cas d'indemnització per la mort d'una persona. Al principi no vol saber res d'això, però a poc a poc es convertirà en una obsessió…

## Comentaris
És la primera pel·lícula de la directora, basada en fets reals.

La història comença abans que la pel·lícula fos realitzada, quan un home mor a causa d'una hipotèrmia després de caure's en una mina de sepiolita. La família acudeix a un advocat que s'encarrega de portar el cas a judici. Temps després, l'advocat decideix contar-li la història del cas a Ángeles González-Sinde (directora de la pel·lícula).

El fet que una ficció estigui basada en un fet real no canvia les coses; els fets reals són també històries, són construccions de la realitat que ens fem, són maneres de veure el que succeeix i, com tot, també tenen punt de vista.

Un títol que es va remenar per a aquesta pel·lícula va ser:: "Historia de un avestruz en un campo de arena", encara que la mort sobtada de Dulce Chacón abans de l'estrena i amb la seva última novel·la "La voz dormida" recentment editada va portar a l'equip de la pel·lícula a canviar el nom en homenatge tant a la recentment morta Dulce Chacón, com a la seva última novel·la portada al cinema anys més tard per Benito Zambrano.

## Premis
Premis Goya 2004
| Categoria                  | Persona                | Resultat   |
| -------------------------- | ---------------------- | ---------- |
| Millor director novell     | Ángeles González Sinde | Guanyadora |
| Millor actriu protagonista | Adriana Ozores         | Nominada   |

Medalles del Cercle d'Escriptors Cinematogràfics
| Categoria              | Persona        | Resultat  |
| ---------------------- | -------------- | --------- |
| Millor actriu          | Adriana Ozores | Nominada  |
| Millor actor secundari | Pepe Soriano   | Guanyador |

- Premis Turia al millor treball novell (2003)[8]